# Asics
ASICS Corporation (jap. 株式会社アシックス Kabushiki-gaisha Ashikkusu) – japoński producent sprzętu sportowego, specjalizujący się w produkcji profesjonalnego obuwia sportowego, m.in. do piłki nożnej, biegania, tenisa, badmintona, squasha, krykieta, golfa, zapasów, lekkiej atletyki, siatkówki, cheerleadingu, lacrosse’a, a także wielu innych dyscyplin, założone 1 września 1949 w Kobe.

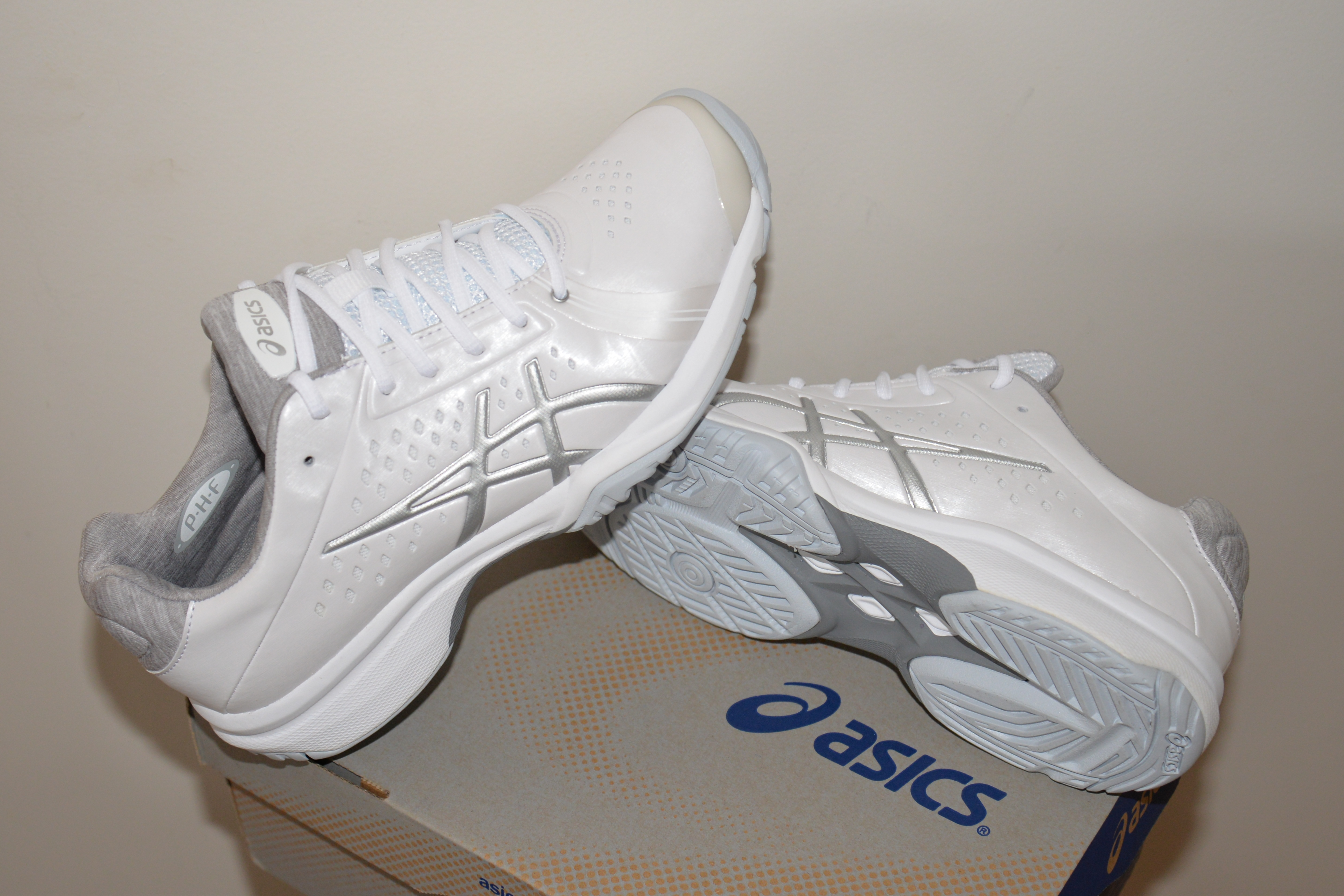

Obecnie przedsiębiorstwo jest szeroko znane z produkcji zaawansowanego technologicznie obuwia biegowego.

## Historia
ASICS Corporation zostało założone 1 września 1949 jako Onitsuka Co., Ltd. Założyciel, Kihachirō Onitsuka, zaczął produkować buty do koszykówki w swoim rodzinnym mieście Kobe, w Japonii. Wkrótce wachlarz oferowanych modeli poszerzył o wszystkie olimpijskie dyscypliny i od lat 50. XX wieku obuwie to jest używane przez zawodników na całym świecie. Onitsuka Co., Ltd zyskała pierwszy rozgłos dzięki modelowi Mexico 66, w którym krzyżujące się boczne paski zostały użyte po raz pierwszy.

## Nazwa
Nazwa ASICS jest akronimem łacińskiej sentencji Anima Sana In Corpore Sano, co znaczy „W zdrowym ciele zdrowy duch”. To powiedzenie zaadaptował założyciel firmy Kihachirō Onitsuka, gdy poszukiwał swojej nowej firmy.

## Sponsoring
ASICS Corporation przyczynia się do organizacji wielu wydarzeń, jak np. New York Marathon, a także ubiera reprezentacje: Argentyny, Brazylii, Kanady, Włoch, Japonii, Portoryko, Słowenii, Hiszpanii i Szwecji. Przedsiębiorstwo sponsoruje również indywidualne drużyny konkurujące w siatkówce, piłce nożnej, lekkiej atletyce, krykiecie, tenisie, triatlonie i wrestlingu. ASICS wyposażył także reprezentacje: Włoch, Holandii, Irlandii, Korei Południowej oraz Australii podczas Lekkoatletycznych Mistrzostw Świata w 2007 roku organizowanych w Osace.
Polska zawodniczka tenisa Iga Świątek była wyposażana w odzież i obuwie tej firmy.